# John F. Dryden
John Fairfield Dryden, född 7 augusti 1839 i Temple, Maine, död 24 november 1911 i Newark, New Jersey, var en amerikansk affärsman och republikansk politiker. Han grundade försäkringsbolaget Prudential Insurance Company (numera finanskoncern, Prudential Financial). Han representerade delstaten New Jersey i USA:s senat 1902-1907.
Dryden studerade vid Yale. Han grundade 1875 Prudential och var företagets verkställande direktör 1881-1911. Han efterträddes efter sin död av sonen Forrest F. Dryden.
Senator William Joyce Sewell avled den 27 december 1901 i ämbetet. Dryden tillträdde som senator i januari 1902. Han satt i senaten fram till slutet av Sewells mandatperiod i mars 1907. Han kandiderade till omval men drog sin kandidatur tillbaka efter att New Jerseys lagstiftande församling inte lyckades med att avgöra valet. Frank O. Briggs valdes sedan till Drydens efterträdare i senaten.
Drydens dotter Susie gifte sig med filantropen Anthony R. Kuser. Makarna Kuser donerade landområdet till delstaten för parken vid New Jerseys högsta punkt, High Point. Drydens dotterson, delstatspolitikern John Dryden Kuser, var Brooke Astors första make.
Drydens grav finns på Mount Pleasant Cemetery i Newark.